# Савинское сельское поселение (Волгоградская область)
Са́винское се́льское посе́ление — муниципальное образование в составе Палласовского района Волгоградской области.
Административный центр — село Савинка.

## История
Савинское сельское поселение образовано 30 декабря 2004 года в соответствии с Законом Волгоградской области № 982-ОД.

## Население
| 2010  | 2012  | 2013  | 2014  | 2015  | 2016  | 2017  |
| ----- | ----- | ----- | ----- | ----- | ----- | ----- |
| 4368  | ↘4306 | ↘4260 | ↘4231 | ↘4195 | ↘4124 | ↘4062 |
| 2018  | 2019  | 2020  | 2021  |       |       |       |
| ↘3961 | ↘3903 | ↘3825 | ↘3678 |       |       |       |

## Состав сельского поселения
| № | Населённый пункт | Тип населённого пункта       | Население |
| - | ---------------- | ---------------------------- | --------- |
| 1 | Заливной         | посёлок                      | 155       |
| 2 | Куликов          | посёлок                      | 84        |
| 3 | Кумысолечебница  | посёлок                      | 245       |
| 4 | Лисуново         | посёлок                      | 119       |
| 5 | Максимовка       | хутор                        | 66        |
| 6 | Савинка          | село, административный центр | ↘3090     |
| 7 | Смычка           | хутор                        | 271       |